# Neoblattella poecilops
Neoblattella poecilops es una especie de cucaracha del género Neoblattella, familia Ectobiidae.

## Distribución
Esta especie se encuentra en Surinam y Guayana Francesa.